# Copidosoma bucculatricis
Copidosoma bucculatricis är en stekelart som först beskrevs av Howard 1892.  Copidosoma bucculatricis ingår i släktet Copidosoma och familjen sköldlussteklar. Inga underarter finns listade i Catalogue of Life.